# Bakhshali-Manuskript

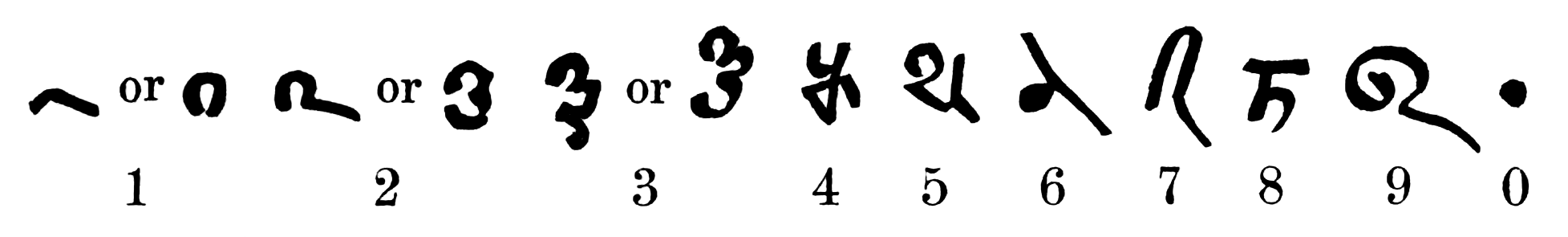
Schreibweise der Zahlen im Bakhshali-Manuskript

Das Bakhshali-Manuskript ist ein Manuskript mit einer Sammlung mathematischer Schriften, die auf Birkenrinde geschrieben wurden. Es wurde 1881 nahe dem namensgebenden Dorf Bakhshali (heute in Pakistan, 80 km nordöstlich von Peschawar) gefunden. Heute befindet es sich in der Bodleian Library in Oxford. Die Datierung des Manuskriptes wird kontrovers diskutiert. Sicher ist, dass es sich um das älteste erhaltene mathematische Manuskript Indiens handelt. Möglicherweise findet sich in dem Bakhshali-Manuskript auch der älteste materielle Beleg für die Verwendung der Null (hier durch einen Punkt dargestellt) im indischen Raum.
Es gibt wenig Hinweise auf den Hintergrund des Autors, doch deuten diese auf einen brahmanischen Ursprung.

## Beschreibung und Datierung
Das Manuskript ist unvollständig, besteht aus 70 bruchstückhaften Blättern aus Birkenrinde und ist in der Sharada-Schrift geschrieben, die bis ins 12. Jahrhundert in Kaschmir benutzt wurde. Die Sprache ist  Sanskrit (mit beeinflusst von den regionalen Dialekten). Die ursprüngliche Ordnung der Blätter ist unsicher. Ausgaben erschienen 1887 von Rudolf Hoernlé und später von G. R. Kaye.
Das Bakhshali-Manuskript gilt als das älteste erhaltene mathematische Manuskript Indiens. Die Datierung ist umstritten. Nach Hoernlé stammt es aus dem 3. bis 4. Jahrhundert nach Christus (und auch nach Bibhutibhushan Datta aus den ersten Jahrhunderten nach Christus), G. R. Kaye ordnet es im 12. Jahrhundert ein, David Pingree und Ayyangar im 8. bis 9. Jahrhundert. Da es in der Form der Probleme und in den verwendeten Begriffen Ähnlichkeiten mit dem Kommentar von Bhaskara I. zu Aryabhata hat wird es von Takao Hayashi in die gleiche Zeit (7. Jahrhundert) eingeordnet, das Manuskript selbst ordnete er in die Zeit vom 8. bis 12. Jahrhundert.
Im Jahr 2017 wurde eine Radiokarbonuntersuchung dreier Blätter des Bakhshali-Manuskripts vorgenommen. Laut dem Ergebnis der Untersuchung stammen alle drei Blätter aus unterschiedlichen Jahrhunderten. Das älteste wurde auf 224–383 n. Chr. datiert, eines auf 680–779 n. Chr. und eines auf 885–993 n. Chr. Demnach wäre das Bakhshali-Manuskript in seinen ältesten Teilen deutlich früher als bislang angenommen. Kim Plofker, Takao Hayashi und Kollegen halten es in einer Erwiderung aber für wahrscheinlich, dass auch die ältesten Teile erst zum Zeitpunkt der späteren Datierungen beschrieben wurden. Wegen des einheitlichen Schrifttyps und der Einheit des Textes sei es höchst unwahrscheinlich, dass die Produktion der einzelnen Teile des Manuskriptes zeitlich so weit auseinander liege. Sofern die Ergebnisse der Radiokarbondatierung korrekt seien, müsse davon ausgegangen werden, dass das Datum des jüngsten Blattes den Zeitpunkt des Beschreibens bestimme. Sie wiesen auch darauf hin, dass es auch zuvor schon ein Beispiel einer Radiokarbondatierung eines tibetischen Manuskripts gegeben hat, das die Teile 600 Jahre auseinanderfallen ließ, während die philologische, historische und kunstgeschichtliche Analyse für einheitlichen Ursprung sprach, und kritisieren die öffentlichkeitswirksame Veröffentlichung der Radiokarbondatierungen durch die Bodleian Library ohne zuvor einen wissenschaftlichen Review-Prozess anzustreben.

## Inhalt
Schwerpunktmäßig befasst sich das Werk mit Arithmetik und Algebra.  Es hat wahrscheinlich verschiedene Autoren, einer wird Sohn des Chajaka genannt, der wiederum ein bekannter Mathematiker und Brahmane gewesen sein soll. Geschrieben wurde es möglicherweise im Land Martikavata in Nordwestindien (nach einer nur teilweise erhaltenen Stelle im Text).
Das Manuskript enthält eine Sammlung mathematischer Regeln und Probleme aus unterschiedlichsten Quellen. Die Form der Darstellung ist so, dass zunächst die Regel (Sutra) angegeben ist, dann ein Beispiel (udaharana) in der Form von: Problemstellung, Berechnung, Verifikationen.  Die Regeln sind in Versform mit Erläuterung (nicht in Versform) an Beispielen. Es enthält neben Problemen, die auf lineare Gleichungen führen (unter anderem mit dem Problem der 100 Vögel, man soll 100 Vögel mit 100 Münzen unterschiedlichen Werts kaufen), wenigen geometrischen Problemen, Problemen verbunden mit Reisen, und ein Verfahren zur approximativen Berechnung der Quadratwurzel:
{\displaystyle {\sqrt {(a^{2}+r)}}\approx a+{\frac {r}{2a}}-{\frac {{({\frac {r}{2a}})}^{2}}{2(a+{\frac {r}{2a}})}}}

## Notation
Für die Null wird ein Punkt verwendet, wobei die Null als Lückenzeichen im Stellenwertsystem diente. Sofern die Ergebnisse der 2017 veröffentlichten Radiokarbondatierungen zutreffen, liegt in dem Bakshali-Manuskript der älteste Nachweis der Null in Indien vor. Nimmt man eine einheitliche Entstehung des Manuskripts an, gibt es nach Plofker und Kollegen durchaus Hinweise auf die eigenständigen Verwendung der Null als Zahl, da Multiplikationen langer Zahlen in Dezimalnotation auftreten, die einen Algorithmus nahelegen, der Ziffer für Ziffer vorgeht und somit auch arithmetische Operationen für die Null vorsah. An einer anderen Stelle wurde explizit eine Eins zur Null addiert. Negative Zahlen (Subtraktion) sind durch ein nachgestelltes „Plus“ gekennzeichnet (in späteren indischen mathematischen Werken wird dafür häufig ein Punkt über die Zahl gesetzt).